# 四重溪溫泉
22°05′43″N 120°44′45″E / 22.0952585°N 120.7457938°E

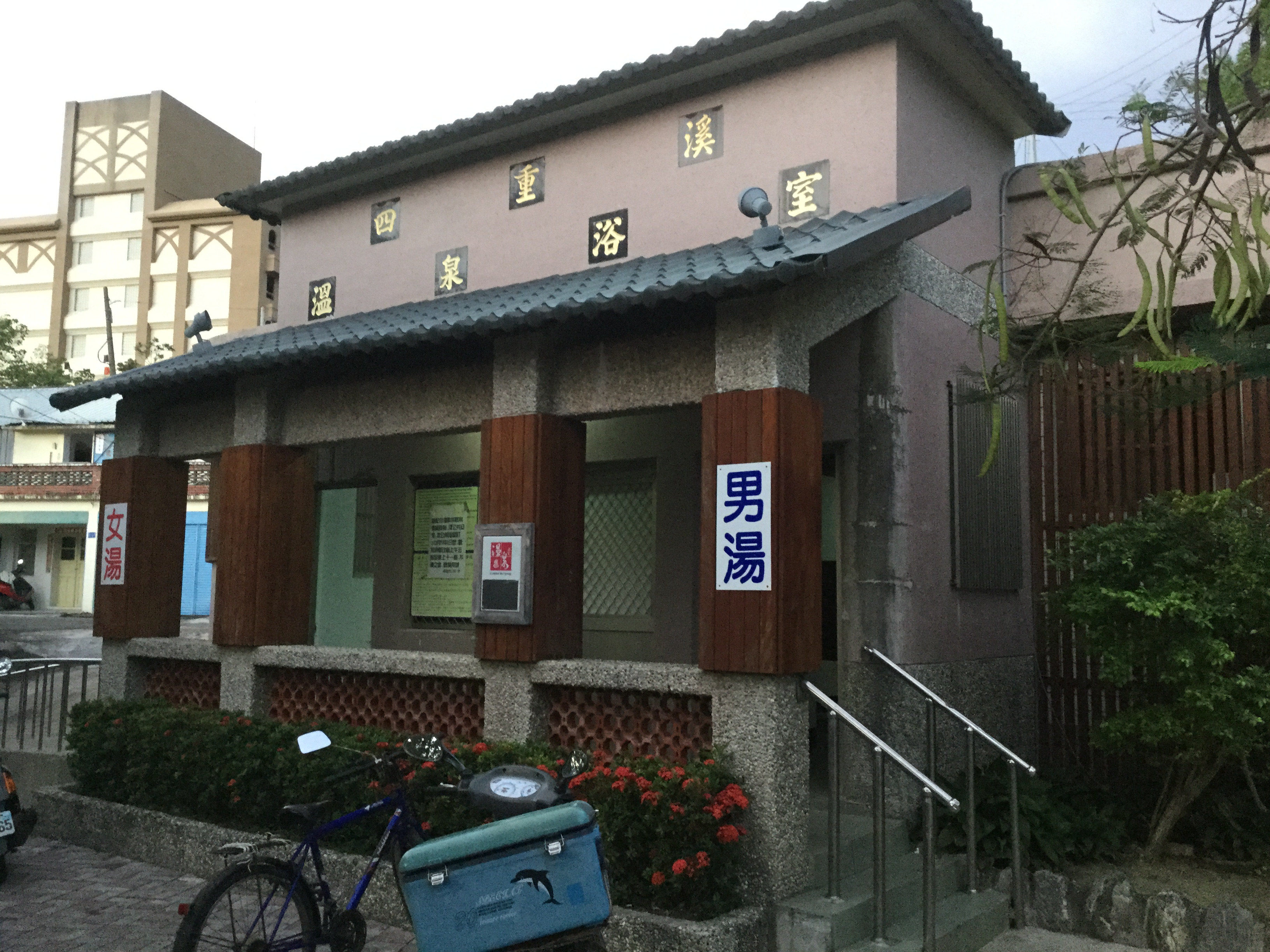
文化路上的公共四重溪免費溫泉浴室

四重溪溫泉位於台灣屏東縣車城鄉。依地質分類，屬於沉積岩溫泉。

## 四重溪名稱由來
以前居民出入均沿河川步行，沿途需經四次涉水而過，故稱四重溪。

## 泉質
屬鹼性碳酸氫鈉泉，潔淨無味，水溫常年保持在50℃至60℃，含豐富的礦物質，pH值7.62。

## 歷史

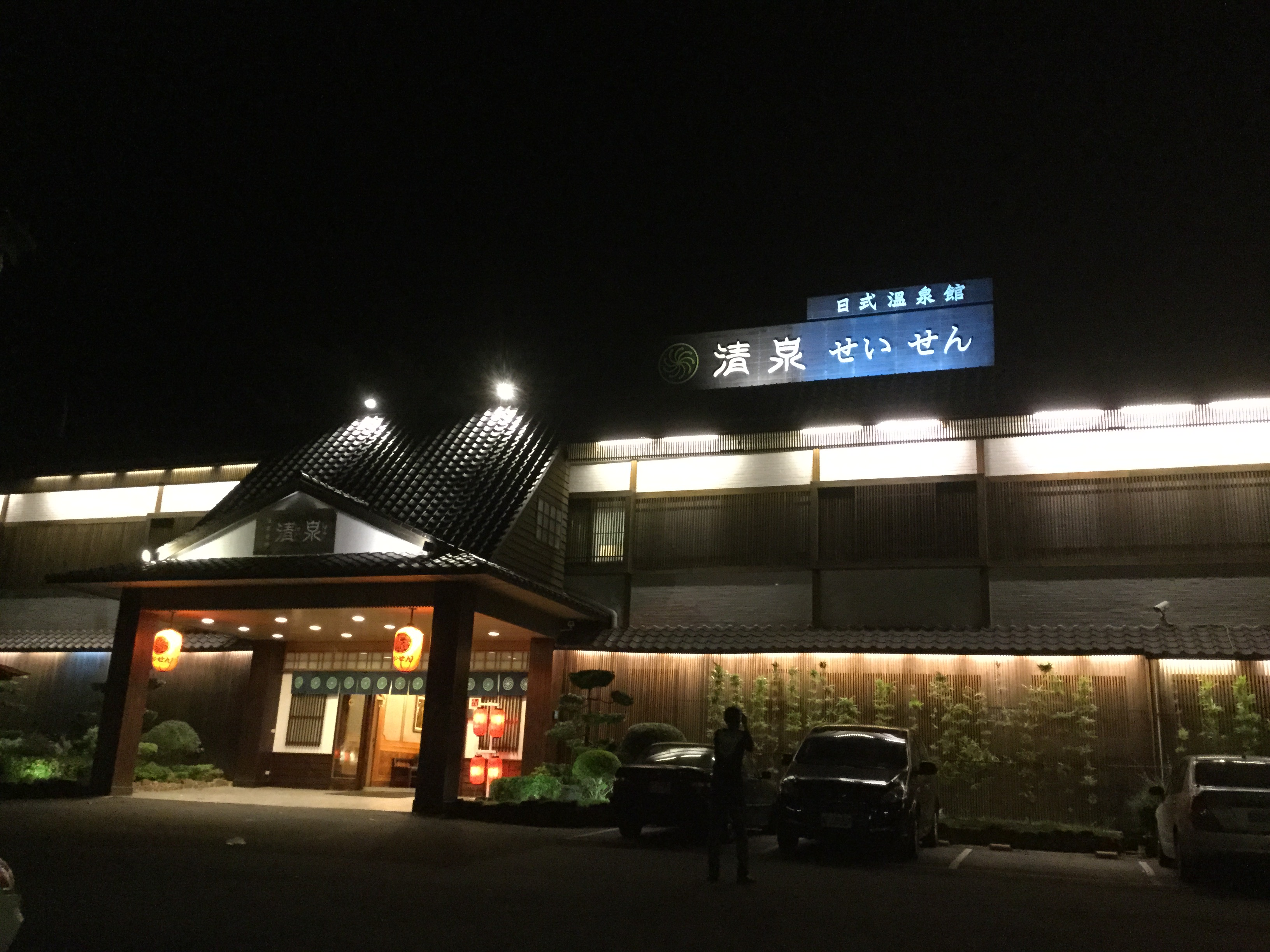
高松宮宣仁親王夫婦住宿的清泉日式溫泉館

日治時期開發，因昭和天皇胞弟高松宮宣仁親王夫婦來此度蜜月而聲名大譟。四重溪溫泉與北投溫泉、草山溫泉（陽明山溫泉）、關子嶺溫泉並列日治時期台灣四大名泉。1950年，國民政府遷台後，四重溪改名為「溫泉村」。四重溪溫泉後因坑殺遊客惡名遠播而沒落數十年。
2015年起，屏東縣政府投入千億，加入日本神社元素，改造四重溪溫泉公園。
2017年起，每年於11月起推出溫泉季 （页面存档备份，存于），結合藝術燈飾，吸引大量人潮。根據opview社群口碑資料庫調查，屬於台灣高知名度溫泉之一。

## 外部連結
- 歡迎光臨農業易遊網-旅遊動線
- CTIN 台灣旅遊聯盟 （页面存档备份，存于）
- 微笑台灣：四重溪百年溫泉行館，日本親王也愛來 （页面存档备份，存于）

1. ↑  . 工商時報. 2015-10-04. （原始内容存档于2020-02-16）.
2. ↑  . 三立新聞網. 2019-01-28. （原始内容存档于2020-02-16）.